# Nicola Romeo
Nicola Romeo, född 1876, död 1938, var en italiensk ingenjör och företagsledare, mest känd som ägare och namngivare till Alfa Romeo.
Romeo studerade till ingenjör vid Politecnico di Napoli och var sedan verksam utomlands. 1911 återvände han till hemlandet och grundade Ing. Nicola Romeo e Co. för tillverkning av maskiner och utrustning för gruvindustrin. Affärerna gick strålande, också på grund av de beställningar som gjordes av Italiens armé. Behovet av expansion gjorde att Romeo 1915 köpte biltillverkaren A.L.F.A.. Fabriken i Portello i Milano började blev nu en rustningsindustri under första världskriget, bland annat flygplansmotorer tillverkades. 1918 fick Romeo absolut aktiemajoritet i bolaget varpå namnet Alfa Romeo antogs. 
Efter första världskriget koncentrerade Romeo tillverkningen på bilproduktion och Alfa Romeo utvecklades till ett populärt bilmärke med sportiga modeller. Företaget firade en rad framgångar inom motorsporten. 1928 lämnade Romeo företaget som köptes upp av Istituto per la Ricostruzione Industriale.